# Chavroches
Chavroches ist eine französische Gemeinde mit 262 Einwohnern (Stand 1. Januar 2022) im Département Allier in der Region Auvergne-Rhône-Alpes (vor 2016 Auvergne); sie gehört zum Arrondissement Vichy und zum Kanton Moulins-2.

## Geografie
Die Gemeinde Chavroches liegt an der Besbre in den nordwestlichen Ausläufern der Monts de la Madeleine, 32 Kilometer südsüdöstlich von Moulins und 24 Kilometer nordnordöstlich von Vichy. Umgeben wird Chavroches von den Nachbargemeinden Jaligny-sur-Besbre im Norden, Châtelperron im Nordosten, Sorbier im Osten, Trézelles im Süden, Cindré im Südwesten und Westen sowie Treteau im Westen und Nordwesten.

## Bevölkerungsentwicklung
| Jahr                       | 1962 | 1968 | 1975 | 1982 | 1990 | 1999 | 2006 | 2012 | 2022 |
| Einwohner                  | 504  | 451  | 397  | 330  | 270  | 248  | 275  | 260  | 262  |
| Quellen: Cassini und INSEE |      |      |      |      |      |      |      |      |      |

## Sehenswürdigkeiten

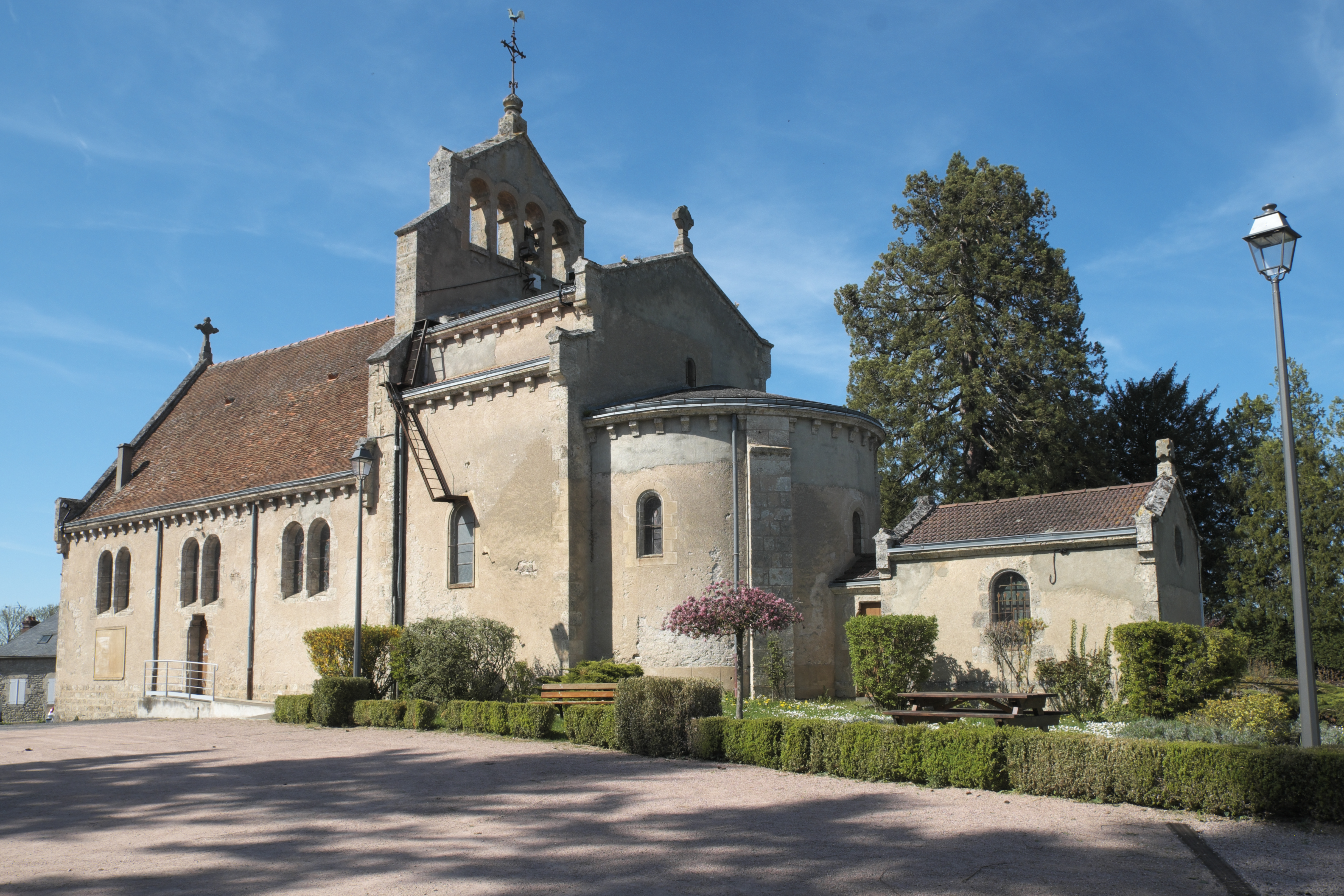
Kirche Saint-Cyr-Sainte-Julitte
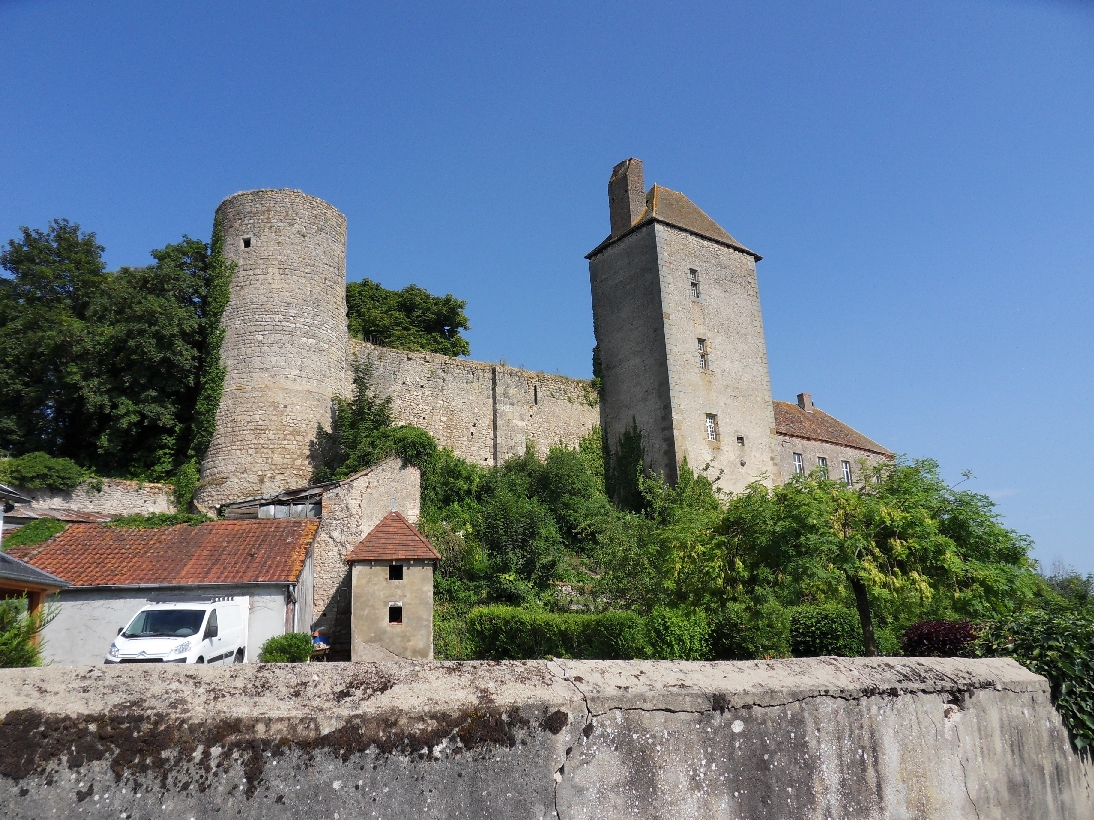
Burg Chavroches, seit 1929 Monument historique
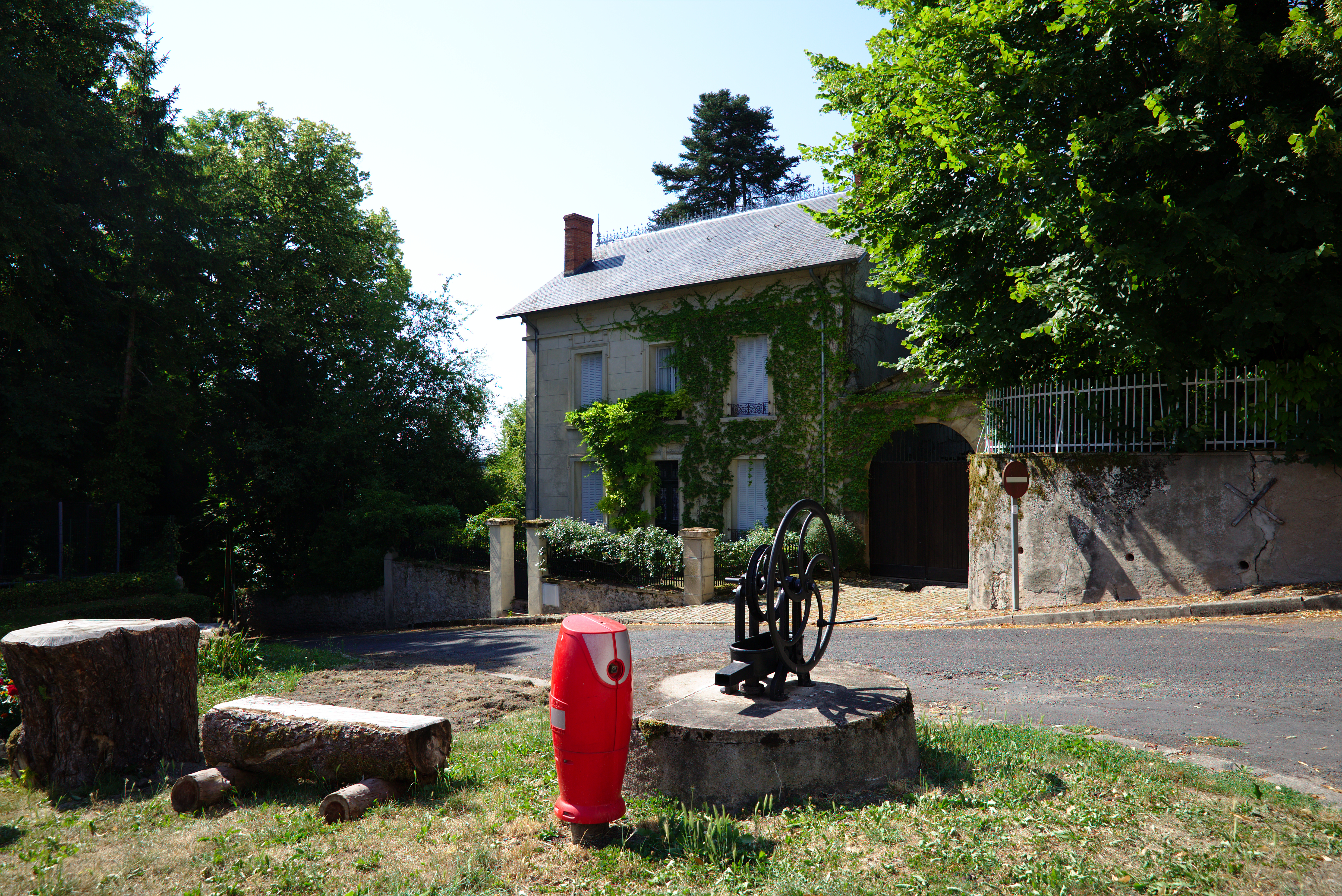
Wasserpumpe

- Schloss Le Verger
- Wasserturm

- Kirche Saint-Cyr-Sainte-Julitte
- Burg Chavroches
- Wasserpumpe